# Gouwepolder
Het waterschap Gouwepolder was een waterschap in de Nederlandse provincie Zuid-Holland, in de gemeenten Boskoop, Reeuwijk en Waddinxveen. Het waterschap was in 1966 ontstaan bij een fusie van:
- De Verenigde polder aan de Oostzijde van de Gouwe
- polder Rijneveld